# Bojanovice (Morávia do Sul)
Bojanovice é uma comuna checa localizada na região de Morávia do Sul, distrito de Znojmo.